# Padre de todas las bombas

Croquis de la bomba termobárica rusa.

La denominada bomba termobárica de alto impulso (cirílico ruso: Авиационная вакуумная бомба повышенной мощности (АВБПМ), transliterada como Aviatsonnaya vakuumaya bomba povyshennoy moshchnosti (AVBPM), apodada "padre de todas las bombas" o en inglés Father of All Bombs (FOAB), en ruso: "Отец всех бомб" ("Овб"), romanizada como Otets vsekh bomb o académicamente como Otec vseh bomb (Ovb), es una bomba termobárica rusa de activación terrestre y lanzamiento por aire que se informa es cuatro veces más potente que la GBU-43/B Massive Ordnance Air Blast bomb (Retroacrónimo: MOAB, madre de todas las bombas) de las Fuerzas Armadas de los Estados Unidos. Esto la convierte en el arma convencional no nuclear más poderosa del mundo. Para describir el poder destructivo de la bomba, el jefe de personal adjunto de las fuerzas armadas Alexander Rushkin cito: "Todo lo que esté vivo es meramente vaporizado". Fue exitosamente probada la tarde del 11 de septiembre del 2007. De acuerdo con la milicia, la nueva arma reemplazará a varios tipos de bombas nucleares pequeñas de su arsenal, aunque la legitimidad del tamaño y el poder del arma rusa se ha puesto en tela de juicio.

## Descripción
El rendimiento del dispositivo produce el equivalente de 44 t de TNT utilizando 7,8 toneladas de un nuevo tipo de explosivos desarrollados con alto uso de nanotecnología. Debido a esto, la bomba tiene el mismo poder destructivo de una pequeña arma nuclear táctica. La bomba funciona al ser detonada en el aire. El mayor daño es causado por la onda expansiva supersónica y por las temperaturas extremadamente altas, que incinera todo lo que esté cerca. Las bombas termobáricas difieren de las armas convencionales mediante el uso del oxígeno en la atmósfera, en lugar de llevar a un agente oxidante en sus explosivos, y producen más energía que las armas normales pero son más difíciles de controlar.
Según el general ruso Alexander Rushkin, jefe adjunto de personal, la bomba es menor que la MOAB, pero mucho más letal, ya que, debido a la nanotecnología, la temperatura en el centro de la explosión es dos veces más alta. Rushkin indicó que las capacidades de la bomba son comparables al de las armas nucleares, pero, a diferencia de un arma nuclear, el uso del arma no daña o contamina radiactivamente el ambiente (aparte del ambiente dentro del radio de explosión).
En comparación, el radio de explosión de la FOAB es de 300 m, el doble que el de la MOAB, y la temperatura en el epicentro de la explosión es dos veces superior.